# ابرهای ارغوانی
ابرهای ارغوانی فیلمی به کارگردانی و نویسندگی سیامک شایقی محصول سال ۱۳۹۰ است.

## خلاصه داستان
ماجراي دختري را روايت مي‌کند که براي گريز از ازدواج اجباري از شهرستان به تهران مي‌آيد...

## بازیگران
- حسین یاری
- هانیه توسلی
- شبنم مقدمی
- بهناز جعفری
- شیرین یزدان بخش
- امید روحانی
- رؤیا تیموریان
- محیا دهقانی